# 747.
Ovo je članak o godini. Za članak o putničkom zrakoplovu vidi Boeing 747
◄ | 7. stoljeće | 8. stoljeće | 9. stoljeće | ►
◄ | 710-ih | 720-ih | 730-ih | 740-ih | 750-ih | 760-ih | 770-ih | ►
◄◄ | ◄ | 744. | 745. | 746. | 747. | 748. | 749. | 750. | ► | ►►
Astronomija • Književnost • Kršćanstvo • Pravo • Promet

## Rođenja
- 2. travnja - Karlo Veliki

## Vanjske poveznice
|  | Zajednički poslužitelj ima još gradiva o temi 747. |